# Silvana Roth
Silvana Roth (Génova, Italia, 17 de febrero de 1924 - Buenos Aires, Argentina, 2 de abril de 2010), nombre artístico de Silvana Rota, fue una actriz y política argentina. Como actriz filmó 26 películas entre 1940 y 1971. Como política, adhirió activamente al peronismo, fue diputada nacional entre 1973 y 1976, siendo excluida por la fuerza de su cargo al producirse el golpe de Estado de 1976. Fue amiga personal de Evita y promotora de la igualdad de derechos entre el hombre y la mujer. Entre las películas en las que actuó se destacan Fragata Sarmiento (1940), Los martes, orquídeas (1941), Allá en el setenta y tantos (1945) y El ayudante (1971).

## Biografía

### Primeros años y estudios
Nacida en la ciudad de Génova, llegó a Argentina en su niñez. De pequeña, vivió en una vivienda ubicada entre las calles Entre Ríos y San Juan. Hija única, le agradaba leer y recitar, y siendo joven, se recibió de maestra. Estudió Ciencias Políticas y consiguió una licenciatura en la Facultad de Derecho.

### Carrera artística
Surgió popularmente de un concurso de barrio organizado por el prestigioso periodista Chas de Cruz. En 1939 realizó su primera intervención cinematográfica en La casa del recuerdo, con Libertad Lamarque, que obtuvo un rotundo éxito. Realizó papeles de apoyo en Fragata Sarmiento (1940), de Carlos Borcosque y Los martes, orquídeas (1941), con Mirtha Legrand. Participó en 26 películas, convirtiéndose en una de las figuras más importantes durante las décadas del 40 y 50. Se destacó en El tesoro de la isla Maciel, La hija del ministro y protagonizó Allá en el setenta y tantos..., Melodías de América y Villa Rica del Espíritu Santo. En 1945 actuó junto a Narciso Ibáñez Menta y Santiago Gómez Cou en la obra teatral Jacobowsky y el coronel, en el Teatro El Nacional.
Compartió cartel con Amelia Bence, Nélida Bilbao, Tito Lusiardo, Carlos Cores integrando la reconocida Época de Oro del Cine Argentino.
También participó en varias radionovelas y radioteatros, donde adquirió mucha popularidad. A fines de la década del 40 formó parte del elenco estable del Teatro Nacional Cervantes y a principios de los 50 fue vicepresidenta del Ateneo Cultural Eva Perón. Su carrera en el cine se interrumpió después de filmar De turno con la muerte en 1951. En 1971, luego de 20 años de ausencia y alentada por su marido, intervino en El ayudante, de Mario David.
Trabajó en piezas como No salgas esta noche y Los maridos engañan de 7 a 9, ambas de Sixto Pondal Ríos y Carlos Olivari; Mis amadas hijas, de Catherine Turney y Jerry Horwin (dirigida por Narciso Ibáñez Menta, con quien estuvo unida sentimentalmente por ese entonces); Los amores de la virreina, de Enrique García Velloso, y Electra, de Sófocles (representada en la escalinata de la Facultad de Derecho, ante un público multitudinario, en 1950). Se destacó con papeles de ingenua y mujer caprichosa e intrigante. Ella consideraba como una de sus películas preferidas a Edición Extra (1949) y como mejor galán a Carlos Cores.
Como actriz filmó 26 películas entre 1940 y 1971. Entre las películas en las que actuó se destacan Fragata Sarmiento (1940), Los martes, orquídeas (1941), Allá en el setenta y tantos (1945) y El ayudante (1971).

### Carrera política
Como política, adhirió activamente al peronismo. Fue amiga personal de Eva Perón y promotora de la igualdad de derechos entre el hombre y la mujer. Llegó a ser secretaria general del Partido Peronista Femenino.
Entre el 25 de mayo de 1973 y el 24 de marzo de 1976, cuando estaba a cargo del gobierno Juan Domingo Perón, y luego su esposa Isabel, fue diputada nacional por el justicialismo hasta que se impuso el Proceso de Reorganización Nacional, comandado por Jorge Rafael Videla y conocida también como la última dictadura militar. Afirma que desde 1976 a 1981 fue perseguida y vigilada.

«Estuve presa en mi casa y vigilada durante un tiempo bastante largo. Después, Malvinas, las elecciones, la derrota eleccionaria y sí, tuvieron que seguirme pagando lo que no había cobrado como Diputada de la Nación. De eso vivo. De lo contrario debería andar haciendo bolos en los canales de TV. El menemismo carece de política social, no la tiene. Y los que llegan ahora, los de la Alianza, van a terminar en el desastre. Acuérdese de lo que le digo. Pareciera que los políticos se han olvidado del ciudadano común. Viven en un limbo. Y si a Ud. no le importan los problemas cotidianos de la gente, es mejor que no se dedique a la política. Ha sido una vida nada fácil pero vivida con todo. Ahora, por las mañanas, cuando me miro en el espejo, recuerdo la frase que Medea elige para liquidar a Jasón: "Te espera la vejez".»

### Últimos años
En 1997, ya alejada de los medios, Abel Posadas le realizó una de sus últimas entrevistas en su departamento de la avenida Luis María Campos, al que luego abandonaría para mudarse a Boulogne Sur Mer. Apareció hasta sus últimos años esporádicamente en reportajes televisivos, especialmente cuando se cumplían aniversarios de Eva Perón, de quien fue íntima amiga. En 2001 obtuvo un Cóndor de Plata a la trayectoria y en 2003, la Asociación Argentina de Actores (AAA) le concedió el Premio Podestá a la Honorable Trayectoria. En 2006 Argentores, celebrando el Día Mundial de la Radio, le otorgó el premio Susini al igual que a muchos artistas, y ese mismo año fue homenajeada por la Obra Social de Actores en Salón Consular del Hotel Bauen junto a Guido Gorgatti y Dora Ferreiro.
Tras someterse a una operación de cadera en una clínica porteña, falleció a la edad de 87 años el 2 de abril de 2010 en Buenos Aires. Sus restos fueron inhumados en el Panteón de la Asociación Argentina de Actores en el cementerio de la Chacarita.

## Filmografía
- El ayudante (1971)
- De turno con la muerte (1951)
- Escuela de campeones (1950)
- Edición Extra (1949)
- Esperanza (1949)
- Mirad los lirios del campo (1947)
- Siete para un secreto (1947)
- Inspiración (1946)
- El diablo andaba en los choclos (1946)
- Villa Rica del Espíritu Santo (1945)
- Allá en el setenta y tantos (1945)
- Rigoberto (1945)
- Se abre el abismo (1944)
- Siete mujeres (1944)
- La juventud manda (1943)
- La hija del Ministro (1943)
- El viaje (1942)
- Cada hogar, un mundo (1942)
- Adolescencia (1942)
- Melodías de América (1942)
- El tesoro de la isla Maciel (1941)
- Los martes, orquídeas (1941)
- Volver a vivir (1941)
- Novios para las muchachas (1941)
- Fragata Sarmiento (1940)
- La casa del recuerdo (1939)